# У долині Ела
«В долині Ела» (англ. In the Valley of Elah) — детективна драма, яку в 2007 зняв режисер Пол Гаггіс. Фільм засновано на реальних подіях. Виконавець головної ролі Томмі Лі Джонс за акторську роботу у стрічці висувався на премію «Оскар».

## Зміст
Фільм оповідає про офіцера, чий син-солдат невмотивовано відправляється в самоволку незабаром після повернення в Штати з Іраку і зникає без сліду. Місцевий поліцейський детектив береться допомогти офіцерові в розслідуванні.

## Ролі
| Актор           | Роль                     |
| --------------- | ------------------------ |
| Томмі Лі Джонс  | Хенк Дірфілд             |
| Шарліз Терон    | детектив Емілі Сандерс   |
| Сьюзен Серендон | Джоан Дірфілд            |
| Джеймс Франко   | сержант Ден Карнелл      |
| Джонатан Такер  | Майк Дірфілд             |
| Джош Бролін     | шеф поліції Бухвальд     |
| Френсіс Фішер   | Іві                      |
| Джейсон Патрік  | лейтенант Кіркландер     |
| Зої Казан       | Енджі                    |
| Вес Четем       | капрал Стів Пеннінга     |
| Джейк Маклафлін | спеціаліст Гордон Боннер |

## Створення фільму
Історію, на основі якої знято фільм, Пол Гаггіс прочитав у журналі Playboy. Це була стаття Марка Боала «Смерть і безчестя» («Death and Dishonor»). У статті розповідалося про вбивство молодого рядового американської армії, який щойно повернувся з Іраку та проходив подальшу службу в Форті Беннінг, штат Джорджія, про розслідування, почате його батьком після зникнення сина, і про звинувачення у вбивстві, пред'явлене трьом його товаришам по військовій службі. 
Зйомки фільму розпочалися 4 грудня 2006 року в Альбукерке, штат Нью-Мексико. Будинок, де жила сім'я Дірфілд, знімали в містечку Уайтвілл, штат Теннессі, сцени іракської війни були зняті в Марокко.
Ролі двох товаришів по службі Майка Дірфілда — Боннера і Пеннінга — зіграли юнаки, які служили в армії. Роль молодшого сержанта Гордона Боннера, який служив з Майком в одному взводі і був його сусідом по кімнаті, зіграв Джейк Маклафлін, молодий ветеран війни в Іраку, для якого ця роль стала дебютом в кіно. Він служив в Іраку в той же час, коли там служив герой тієї самої статті з журналу, і в тому ж самому дивізіоні, але не в першій бригаді, а у другій. Актори, які не служили в армії, іноді записували його думки і думки з приводу поведінки своїх героїв. 
Вес Четем, який грає роль капрала Пеннінга, 4 роки служив у військово-морському флоті. «Я був у Затоці, служив на кораблі, я не був в Іраку, але думаю, що моє військове минуле допомогло мені зрозуміти мого героя і те, через що йому довелося пройти. Такий хлопець, як Пеннінг за одних обставин може стати відмінним солдатом і вірним другом, а за інших обставин може перетворитись на чудовисько».

## Назва
Ела — біблійна назва долини в Ізраїлі, де, згідно Біблії (1-а Книга Царств, глава 17), 3000 років тому відбулася битва Давида з Голіафом. Герой Томмі Лі Джонса розповідає на ніч синові Емілі Сандерс біблійну історію про битву Давида і Голіафа в долині Ела. У фільмі аналогія з біблійною історією: головний герой фільму — Давид, держава — Голіаф. 
 
У російському тексті Біблії це місце битви називається «долиною дуба». Ела — на івриті різновид дуба, який був поширений в ті часи в цій місцевості. 
Пол Гаггіс: «Мені подобається ця назва, тому що в ній міститься так багато, і про багато ж йдеться у фільмі. Цар Саул послав Давида, у якого було всього лише п'ять каменів, в долину Ела битися з гігантом Голіафом. І я запитував себе: як можна було послати молоду людину сам на сам боротися з велетнем? Цей фільм про нашу відповідальність за те, що молодих чоловіків відправляють на війну...»

## Нагороди та номінації
- 2007 - премія SIGNIS Award і номінація на приз «Золотий лев» на Венеціанському кінофестивалі
- 2008 - номінація на премію «Оскар» за найкращу чоловічу роль (Томмі Лі Джонс)
- 2008 - номінація на премію «Давид ді Донателло» за найкращий зарубіжний фільм (Пол Гаггіс)

## Знімальна група
- Режисер — Пол Гаггіс
- Сценарист — Пол Гаггіс, Марк Боал
- Продюсери — Пол Гаггіс, Ловренс Бекс, Дарлен Каамальо Локет, Стівен Семюельс, Патрік Вексбергер
- Композитор — Марк Ішем